# Stanley Hopkins

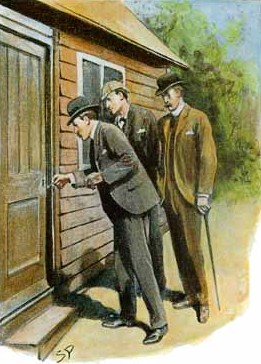
O inspetor Stanley Hopkins (abrindo a porta) com Holmes e Watson, em desenho de Sidney Paget.

O inspetor Stanley Hopkins é uma personagem de ficção da série de romances e contos sobre Sherlock Holmes, o detetive criado pela imaginação do escritor escocês Arthur Conan Doyle. Pertence ao quadro da Scotland Yard, a força policial de Londres, no Reino Unido, e aparece em quatro aventuras do grande investigador: Pedro Negro, O Pince-Nez de Ouro, O Atleta Desaparecido e A Granja da Abadia.
É um inspetor jovem e de futuro, cuja carreira interessou Holmes diversas vezes. Foi encarregado de investigar os homicídios de Peter Carey, no conto Pedro Negro, de Willoughby Smith, na história O Pince-Nez de Ouro, e de sir Eustace Brackenstall, na aventura A Granja da Abadia.
Stanley Hopkins aparece pela primeira vez no conto Pedro Negro, da coletânea A Volta de Sherlock Holmes. Diz ao detetive que é sua primeira grande oportunidade e não sabe o que fazer. "Pelo amor de Deus, dê-me uma ajuda", suplica a Holmes. Acaba prendendo um inocente e deixa Holmes decepcionado. "Não aprecio os métodos de Hopkins. Depositava nele maiores esperanças", diz o detetive.
O conto o descreve como homem muito vivo, de trinta anos mais ou menos, com um terno de lã enxadrezado, mas mantendo-se ereto como quem está habituado a envergar uniforme. Hopkins diz que tem nervos fortes, mas que ficou trêmulo quando espreitou dentro da cabana onde Peter Carey foi assassinado. Não é emotivo, segundo o conto A Granja da Abadia.
Tem viva admiração pelo método dedutivo de Sherlock Holmes e tenta aplicá-lo em suas próprias investigações. Mas o grande detetive é muito crítico em relação à capacidade de Hopkins de empregá-lo bem. Mesmo assim, tem grandes esperanças de que ele progrida e se torne um dos melhores investigadores da Scotland Yard.
No caso O Pince-Nez de Ouro, Hopkins não consegue entender porque Willoughby Smith, rapaz recém-saído da universidade e secretário do professor Coram, aparece morto no escritório do patrão, num ambiente extremamente calmo. Pede a ajuda de Holmes e acompanha o detetive à cena do crime, ajudando-o em sua investigação.
Na aventura A Granja da Abadia, Holmes diz que Hopkins já havia pedido sua ajuda sete vezes. O dono da granja, sir Eustace Brackenstall, um dos homens mais ricos de Kent, teve a cabeça esmigalhada por um atiçador da lareira de sua própria casa. Hopkins aceita a versão de que foi morto por ladrões que atuam na região, enquanto Holmes, depois de refletir muito, encontra o verdadeiro assassino.
No conto O Atleta Desaparecido, o inspetor Hopkins aconselha Cyril Overton, capitão do time de rúgbi da Universidade de Cambridge, a visitar Sherlock Holmes. Godfrey Staunton, o melhor atleta da escola, desaparece em circunstâncias misteriosas, na véspera de um jogo importante, e deixa Overton em situação difícil. Holmes aceita desvendar o mistério e encontrar o atleta.